# 7908 Zwingli
7908 Zwingli è un asteroide della fascia principale. Scoperto nel 1971, presenta un'orbita caratterizzata da un semiasse maggiore pari a 2,3497871 UA e da un'eccentricità di 0,1270592, inclinata di 3,62601° rispetto all'eclittica.